# USS Hartford (SSN-768)
Pour les autres navires du même nom, voir USS Hartford.
Le USS Hartford (SSN-768) est un sous-marin nucléaire d'attaque américain de classe Los Angeles nommé d'après Hartford dans le Connecticut.

## Histoire du service
Construit au chantier naval Electric Boat de Groton, il a été commissionné le 10 décembre 1994 et est toujours en service dans l’United States Navy en 2012.
Le 20 mars 2009, vers 1 h du matin (heure locale), l'USS Hartford percute dans le détroit d'Ormuz l'USS New Orleans (LPD-18), bâtiment de classe San Antonio. La collision fait 15 blessés légers sur l'USS Hartford et provoque une rupture au niveau du réservoir de carburant du New Orleans, ce qui entraîne le déversement d'environ 95 000 litres de gazole. L’USS Hartford subit des dégâts sur le kiosque et sur la barre de plongée avant.